# Serrat de la Casanova
El Serrat de la Casanova és una serra situada al municipi de Lladurs (Solsonès), amb una elevació màxima de 868,7 metres.